# مارک هنریش
مارک هنریش (آلمانی: Mark Henrich؛ زادهٔ ۲۲ ژوئیهٔ ۱۹۶۱) دونده دو سرعت اهل آلمان بود.